# 張卉山
張卉山（1982年—），中国时装设计师，青岛人。他的客人包括中外明星和名媛。他在17岁留学英国中央聖馬丁藝術與設計學院并在2010年毕业。
大学三年级期间，他得到LVMH集团的德尔菲娜·阿尔诺赏识并得到在Dior的皮具及高级定制工坊工作的机会。2011年，他创立了旗舰店在伦敦的同名品牌「Huishan Zhang」，设计风格有不少中国文化的元素，也加入了其他文化特色。有别于其他奢侈品牌，張卉山的設計均为「中国製造」。
2012年，张卉山设计的一条龙纹旗袍被维多利亚和阿尔伯特博物馆收藏并于中国展厅对外展出，是中国首位获此殊荣的时装设计师。

## 外部連結
- Huishan Zhang （页面存档备份，存于）